# Revital Amoyal
Revital Amoyal (hebräisch רויטל אמויאל; * 10. Oktober 1977 in Aschdod) ist eine ehemalige israelische Fußballspielerin.

## Karriere

### Verein
Amoyal spielte während ihrer gesamten Laufbahn von 1998 bis 2002 für den israelischen Verein Hapoel Tel Aviv.

### Nationalmannschaft
Ihr Debüt in der israelischen Nationalmannschaft gab sie am 2. September 2001 gegen 
Österreich. In ihrer Nationalelf-Karriere absolvierte Amoyal insgesamt fünf Länderspiele, wobei ihr letztes am 6. Juni 2002 in der Qualifikation zur Frauen-Weltmeisterschaft 2003 gegen Kroatien stattfand.